# Банда делла Мальяна
Банда делла Мальяна (итальянское название — Banda della Magliana) — итальянская преступная организация, базирующаяся в Риме. Основана в 1975 году. Данное СМИ название относится к первоначальному району, Мальяна, некоторых из его членов.
Банда делла Мальяна была активно вовлечена в преступную деятельность в годы руководства Италии (Пьеранни ди Пьомбо). Итальянское правительство утверждало, что Банда делла Мальяна была тесно связана с другими преступными организациями, такими как Коза Ностра, Каморра и Ндрангета. Он также имел связи с неофашистскими боевиками и террористическими группами, такими как Nuclei Armati Rivoluzionari (NAR), ответственными за Болонскую резню 1980 года; итальянские секретные службы (SISMI) и политические деятели, такие как Лицио Гелли, великий магистр масонской ложи Propaganda Due (P2). Наряду с Gladio, подпольной антикоммунистической организацией НАТО, P2 была вовлечена в стратегию напряженности в годы руководства, которая включала террористические атаки под фальшивым флагом
Банда была связана с обычной деятельностью итальянских преступных группировок (торговля наркотиками, ставки на скачки, мошенничество с деньгами). Но её связи с политическими группами отличали её. Считается, что он был связан с такими событиями, как убийство журналиста Кармине Пекорелли в 1979 году; убийство в 1978 году бывшего премьер-министра Альдо Моро, лидера христианских демократов, который вёл переговоры об историческом компромиссе с Итальянской коммунистической партией (PCI); покушение 1982 года на вице-президента Банко Амброзиано Роберто Розоне, убийство Роберто Кальви в 1982 году; а также резня в Болонье в 1980 году. Таинственное исчезновение Эмануэлы Орланди, дело, косвенно связанное с покушением на папу Иоанна Павла II в 1981 году бывшего члена «Серых волков» Мехмета Али Агки, также было связано с бандой. Похищение Орланди якобы было сделано для того, чтобы убедить юридически неуязвимый банк Ватикана вернуть средства кредиторам Banco Ambrosiano

## История

### Начало
Первым преступным деянием Банды делла Маглиана было похищение герцога Массимилиано Грациоли Ланте делла Ровере 7 ноября 1977 года за выкуп. Герцог был убит, но выкуп все равно был получен, 1 500 000 000 лир того времени. Вместо того, чтобы тратить все, группа решила сохранить сбережения, чтобы инвестировать в преступность в Риме и захватить столицу.
В отличие от Каморры или Коза Ностры, Банда делла Мальяна не была построена вокруг иерархической пирамиды. Вместо этого она состояла из различных децентрализованных ячеек, каждая из которых работала сама по себе. Делая равные доли и живя на дивиденды, полученные от преступного сообщества, они быстро захватили Рим, удивив преступный мир своими насильственными методами. Если члены были заключены в тюрьму, деньги продолжали отправляться им через их семьи — в то время как успешные члены должны были продолжать свою преступную деятельность, оставаясь таким образом «преступными работниками».

### Ультраправые связи и убийство Мино Пекорелли
Некоторые члены банды, в том числе и её основатель Франко Джузеппуччи, были крайне правыми сторонниками. Но  не политика,а преступность была основной деятельностью группы, и некоторые материальные стимулы очень необходимы, чтобы привлечь их к этой области. Один из их первых контактов с итальянским неофашистским движением произошел летом 1978 года — через несколько месяцев после убийства Альдо Моро — на вилле Риети, принадлежащей криминологу, психиатру и неофашисту профессору Альдо Семерари. В обмен на финансирование своей политической деятельности Альдо Семерари предложил арестованным членам банды провести психиатрическую экспертизу, чтобы помочь им выйти на свободу.
Однако сделка продлилась недолго, так как Альдо Семерари был убит 1 апреля 1982 года в Оттавиано (столичный город Неаполь). Он заключил ту же сделку с организациями Nuova Camorra Organizzata (NCO) Раффаэле Кутоло, и с конкурирующей организацией Кутоло, Nuova Famiglia (NF) во главе с Кармине Альфьери. Это не понравилось ни семье Умберто Амматуро, ни сержанту. Помимо того, что Альдо Семерари был известным крайне правым криминологом, он также был членом масонской ложи под названием Propaganda Due (P2) и поддерживал связи с итальянской военной разведкой SISMI.
Более важные связи были найдены между Banda della Magliana и ультраправой террористической группой Nuclei Armati Rivoluzionari (NAR), в частности, через Массимо Карминати, члена NAR, который был хорошим клиентом Франко Джузеппучи и бара Маурицио Аббатино. Массимо Карминати быстро стал «учеником» банды и познакомил с ними Валерио Фиораванти и Франческу Мамбро, которых обвинили в соучастии в Болонской резне 1980 года. Две преступные организации быстро стали тесно связаны, причем Банда делла Маглиана отмывала деньги, полученные от ограблений НАР, для финансирования своей политической деятельности, в то время как НАР помогал Банде в уличной деятельности (рэкет, перевозка наркотиков и т. д.). Однако их самое загадочное «совместное предприятие», которое подняло серьёзные вопросы касающиеся оружия: боеприпасов, пистолетов и бомб, принадлежащих обеим группировкам, были неожиданно обнаружены в подвалах Министерства здравоохранения Италии.
В том же подвале были найдены патроны марки Javelot. Из одной и той же партии были извлечены четыре пули того же типа и назначения, что указывало на то, что они использовались для конкретного убийства: Кармине Пекорелли, журналиста, который опубликовал утверждения о связях премьер-министра Джулио Андреотти с мафией и был убит в 1979 году. Джулио Андреотти и его ведущий помощник Клаудио Виталоне подозреваются в этом убийстве: Андреотти был признан виновным в ноябре 2002 года в заказе убийства Пекорелли и приговорен к двадцати четырём годам тюремного заключения. Но восьмидесятичетырехлетний Андреотти был немедленно освобожден в ожидании апелляции, и 30 октября 2003 года апелляционный суд отменил приговор и оправдал Андреотти по первоначальному обвинению в убийстве.
В ходе судебного процесса итальянское правосудие четко доказало причастность банды делла Маглиана к убийству Пекорелли, хотя лицо, материально ответственное за убийство, Массимо Карминати, было освобождено. Также по мнению судей, судебный процесс доказал «явные связи между Клаудио Виталоне и бандой делла Маглиана через личность Энрико Де Педиса» (псевдоним Ренатино, одного из лидеров Банды делла Маглиана). Однако они продолжили, заявив, что «доказательства не были однозначными». В итоге, из-за недостаточного количества доказательств Клаудио Виталоне был освобожден.

### Дело Роберто Кальви
18 июня 1982 года в Лондоне был убит Роберто Кальви, прозванный «Божьим банкиром» (Il banchiere di Dio), возглавлявший Banco Ambrosiano, основным акционером которого был банк Ватикана. Banco Ambrosiano, который потерпел крах в одном из крупных финансовых скандалов 1980-х годов, был вовлечен в деятельность по отмыванию денег для мафии и предположительно в передаче средств Польскому профсоюзу солидарности (Solidarność) и Контрас в Никарагуа. Эрнесто Диоталлеви, один из лидеров Банды делла Мальяна, преследуется по обвинению в убийстве Кальви.
В 1997 году итальянские прокуроры в Риме обвинили в убийстве Кальви члена сицилийской мафии Джузеппе Кало, а также Флавио Карбони, сардинского бизнесмена с широкими интересами. Двое других мужчин, Эрнесто Диоталлеви (предположительно один из лидеров Банды делла Мальяна) и бывший член мафии, ставший информатором Франческо Ди Карло, также предположительно были причастны к убийству.
19 июля 2005 года Лицио Гелли, мастер масонской ложи Propaganda Due или P2, был официально обвинен магистратами Рима в убийстве Кальви вместе с Джузеппе Кало, Эрнесто Диоталлеви, Флавио Карбони и австрийской бывшей подругой Карбони Мануэлой Кляйнзиг. Лицио Гелли в своем заявлении перед судом обвинил фигур, связанных с работой Кальви, финансирующих Solidarność, якобы от имени Ватикана. Гелли был обвинен в том, что спровоцировал смерть Кальви, чтобы наказать его за хищение денег из Banco Ambrosiano, которые были должны ему и мафии. Мафия также утверждала, что хотела помешать Кальви раскрыть, что Banco Ambrosiano использовался для отмывания денег.
5 октября 2005 года в Риме начался суд над пятью обвиняемыми в убийстве Кальви. Обвиняемыми были Джузеппе Кало, Флавио Карбони, Мануэла Кляйнзиг, Эрнесто Диоталлеви и бывший водитель и телохранитель Кальви Сильвано Виттор. Суд проходил в специально укрепленном зале римской тюрьмы Ребиббия и должен был продлиться до двух лет
6 июня 2007 года все пять человек были оправданы судом за убийство Кальви. Марио Лусио д’Андрия, председательствующий на суде, отверг обвинения, сославшись на «недостаточность доказательств», выслушав 20 месяцев доказательств. Приговор был воспринят некоторыми наблюдателями как неожиданность. Суд постановил, что смерть Кальви была убийством, а не самоубийством. Защита утверждала, что у Кальви было много мотивов для убийства, в том числе чиновники Ватикана и мафиози, которые хотели обеспечить его молчание. Юристы, которые следили за процессом, сказали, что прокурорам было трудно представить убедительное дело из-за 25 лет, прошедших после смерти Кальви. Дополнительным фактором было то, что некоторые ключевые свидетели не желали давать показания, не отслеживались или были мертвы. Обвинение ранее требовало оправдания Мануэлы Кляйнзиг, заявив, что против неё недостаточно доказательств, но оно добивалось пожизненного заключения для четырёх мужчин.
7 мая 2010 года Апелляционный суд подтвердил оправдательный приговор Кало, Карбони и Диоталлеви. Прокурор Лука Тескароли прокомментировал после приговора, что для семьи «Кальви был убит во второй раз». 18 ноября 2011 года суд последней инстанции, Кассационный суд, подтвердил оправдательный приговор.
Кроме того, сын Роберто Кальви утверждал, что дело Эмануэлы Орланди было тесно связано с делом Кальви.

### Emanuela Orlandi
Эммануэла Орланди, гражданка Ватикана, таинственно исчезла 22 июня 1983 года в возрасте пятнадцати лет. Хотя дело до сих пор не раскрыто, и Орланди с тех пор пропала без вести, по-видимому, некоторые пытались обменять её на члена Серых волков Мехмета Али Агча, который застрелил папу римского в 1981 году. Предположительно, некоторые из тех, кто пытался заключить сделку с Ватиканом, были членами Банды делла Маглиана.
В 2005 году анонимный телефонный звонок транслировался в прямом эфире программы Rai 3 TV Chi l’ha visto? В передаче о находке пропавших людей говорилось, что для того, чтобы найти решение по делу Орланди, необходимо выяснить, кто похоронен в церкви Святого Аполлинара, и об услуге, которую Энрико Де Педис оказал кардиналу Уго Полетти в то время.
В церкви Святого Аполлинара, расположенной недалеко от римской площади Навона, находится склеп, где похоронены папы, кардиналы и христианские мученики, а также могила Энрико Де Педиса, также известного как Ренатино, одного из самых могущественных глав банды Мальяны, убитого 2 февраля 1990 года. Базилика является частью того же здания Папского института духовной музыки, которое посещала Орланди, и где её видели в последний раз. Погребение Де Педиса в церкви — необычная процедура для простого гражданина, учитывая также его бандитский статус. Разрешение на погребение в то время было кардиналом Полетти, ныне покойным. В 2012 году тело Де Педиса было наконец вынесено из церкви
В феврале 2006 года бывший член банды Маглиана узнал по голосу Марио, одного из убийц, работавшего на Де Педиса. Марио был одним из анонимных людей, которые позвонили, чтобы предложить обменять Эмануэлу Орланди на Мехмета Али Агку.

### Mafia Capitale
Полицейское расследование, проведенное главным прокурором Рима Джузеппе Пиньятоне, выявило сеть коррупционных связей между некоторыми политиками и преступниками в итальянской столице.
18 декабря 2015 года Алеманно был обвинен в коррупции и незаконном финансировании. Согласно обвинению, Алеманно получил 125 000 евро от босса кооператива Сальваторе Буцци. 7 февраля 2017 года было подано заявление о внешнем сотрудничестве в мафиозной ассоциации, включая обвинения в коррупции и незаконном финансировании.
20 июля 2017 года Карминати был приговорен к 20 годам тюремного заключения вместе с другими различными приговорами своих соратников. 11 сентября 2018 года по апелляции Карминати был приговорен к 14 годам и шести месяцам, а Буцци — к 18 годам и четырём месяцам.

## Историческое лидерство

### Боссы
- 1976—1980 — Франко «эр Негро» Джузеппуччи — убит.
- 1980—1990 — Энрико «Ренатино» Де Педис — убит.
- 1990—1992 — Маурицио «Криспино» Аббатино — заключен в тюрьму и стал информатором.

## Историческая батарея (Batterie)

### Мальяна — батарея Остиенсе
- 1976—1992 — Maurizio «Crispino» Abbatino

### Тестаччо- батарея Трастевере
- 1976—1980 — Правящая коллегия — Франко Джузеппуччи, Энрико Де Педис
- 1980—1982 — Danilo «er Camaleonte» Abbruciati
- 1982—1992 — Raffaele «Palletta» Pernasetti

### Остия- батарея Ацилии
- 1976—1981 — Nicolino «Sardo» Selis
- 1981—1992 — Antonio «Accattone» Mancini

### Батарея Монте-Сакро
- 1976—1992 — Роберто Фиттирильо